# GI Весов
GI Весов (лат. GI Librae) — двойная затменная переменная звезда типа Алголя (EA) в созвездии Весов на расстоянии приблизительно 3399 световых лет (около 1042 парсеков) от Солнца. Видимая звёздная величина звезды — от +13,6m до +12,5m.